# Pelayo (1888)
El Pelayo fue un acorazado pre-dreadnought o multicalibre construido para la Armada Española a finales del siglo XIX por los astilleros Forges et Chantiers de la Mediterranée en Tolón (Francia). Desde su entrada en servicio en 1888 fue el buque insignia de la Armada y el único acorazado de la flota española hasta la entrada en servicio del acorazado monocalibre España en 1913.

## Diseño

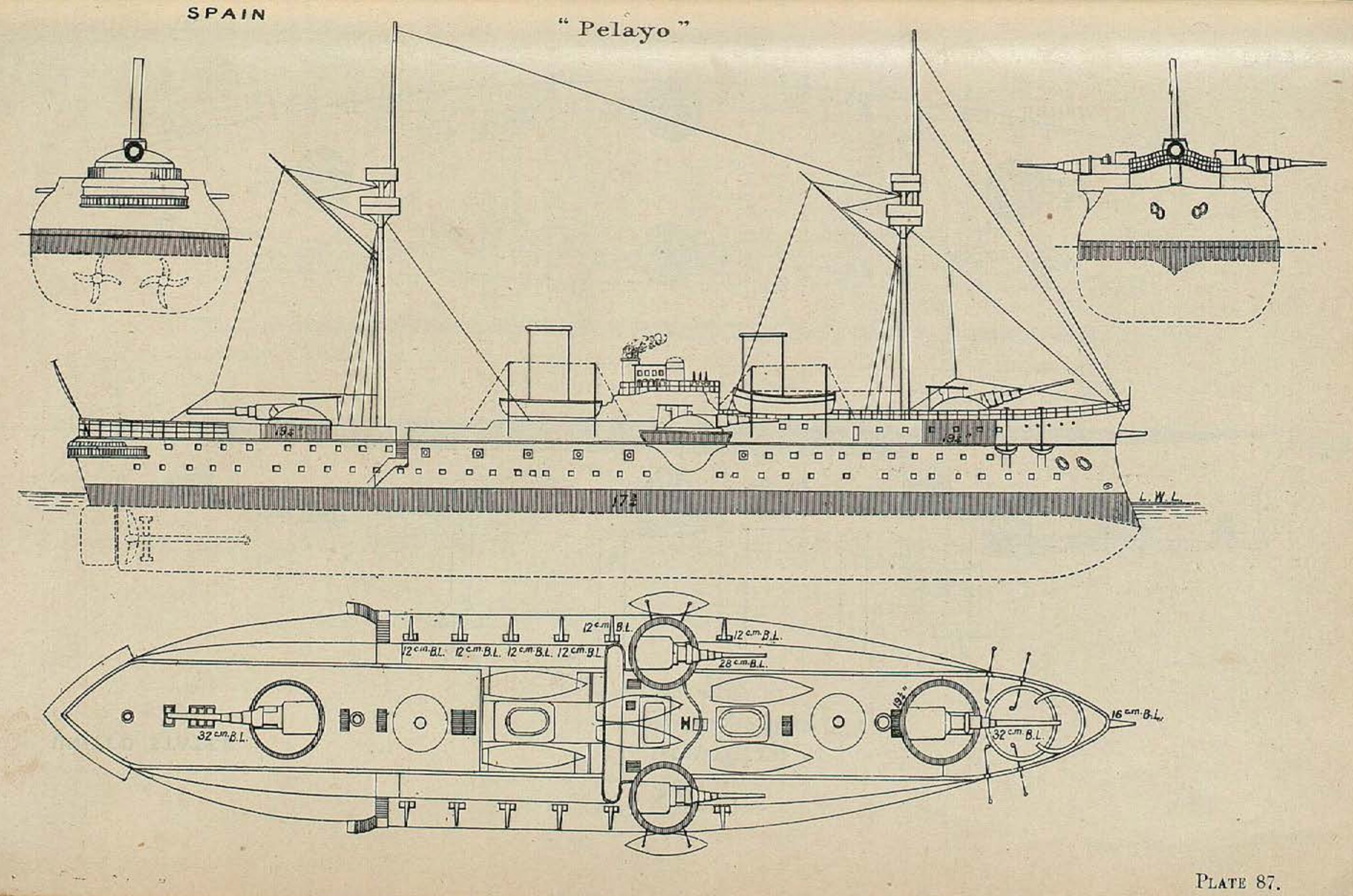
Diagramas del Pelayo.

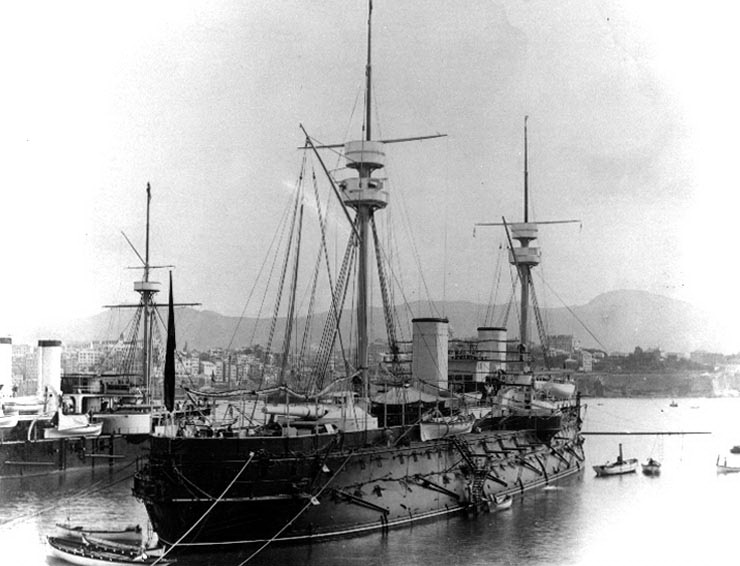
El Pelayo en 1892. Fue el único acorazado de la flota española hasta la entrada en servicio del acorazado monocalibre España en 1913.

El Pelayo se construyó según un diseño del ingeniero Amable Lagane y estaba basado en la clase Marceau francesa, pero con una eslora algo más larga y un calado menor para permitirle el paso por el Canal de Suez. En un principio estaba previsto que portase un aparejo vélico para 372 m² de velamen, que fueron sustituidos posteriormente por dos mástiles militares. Un cinturón completo de acero Schneider Le Creusot se extendía desde 1,5 m por debajo de la línea de flotación hasta 0,6 m por encima. Había un extenso compartimento debajo de la cubierta blindada con 13 mamparos transversales completos. El puntal del buque era de 11,02 m.
Su armamento principal dispuesto de la forma llamada de rombo o diamante estaba compuesto por dos cañones Gónzalez Hontoria de 320 mm instalados en barbetas a proa y a popa, con ángulos de disparo completos. Dos cañones Gónzalez Hontoria de 280 mm, uno en cada costado en el centro del buque y sobre plataformas laterales salientes, proporcionaban un disparo axial. Un único cañón de 160 mm se montó en proa, con cañones de 120 mm en una batería en el centro del buque. Otra importante novedad fue la incorporación de una estación Telefunken de TSH (telegrafía sin hilos), conjuntamente con el crucero Extremadura, siendo las dos primeras unidades de la armada que utilizaron este sistema, en aquel entonces revolucionario.

## Historial
Fue el único acorazado español del siglo XIX hasta la reconversión en acorazados costeros de las fragatas blindadas Numancia y Vitoria, y desde la baja de estas hasta la entrada en servicio del primero de los acorazados clase España en 1913, por lo que se le apodaba «el Solitario» y fue el buque insignia y el más potente de la Armada durante muchos años.

### ElPelayodurante la Guerra del 98

Perfil del Pelayo con su aspecto en 1890

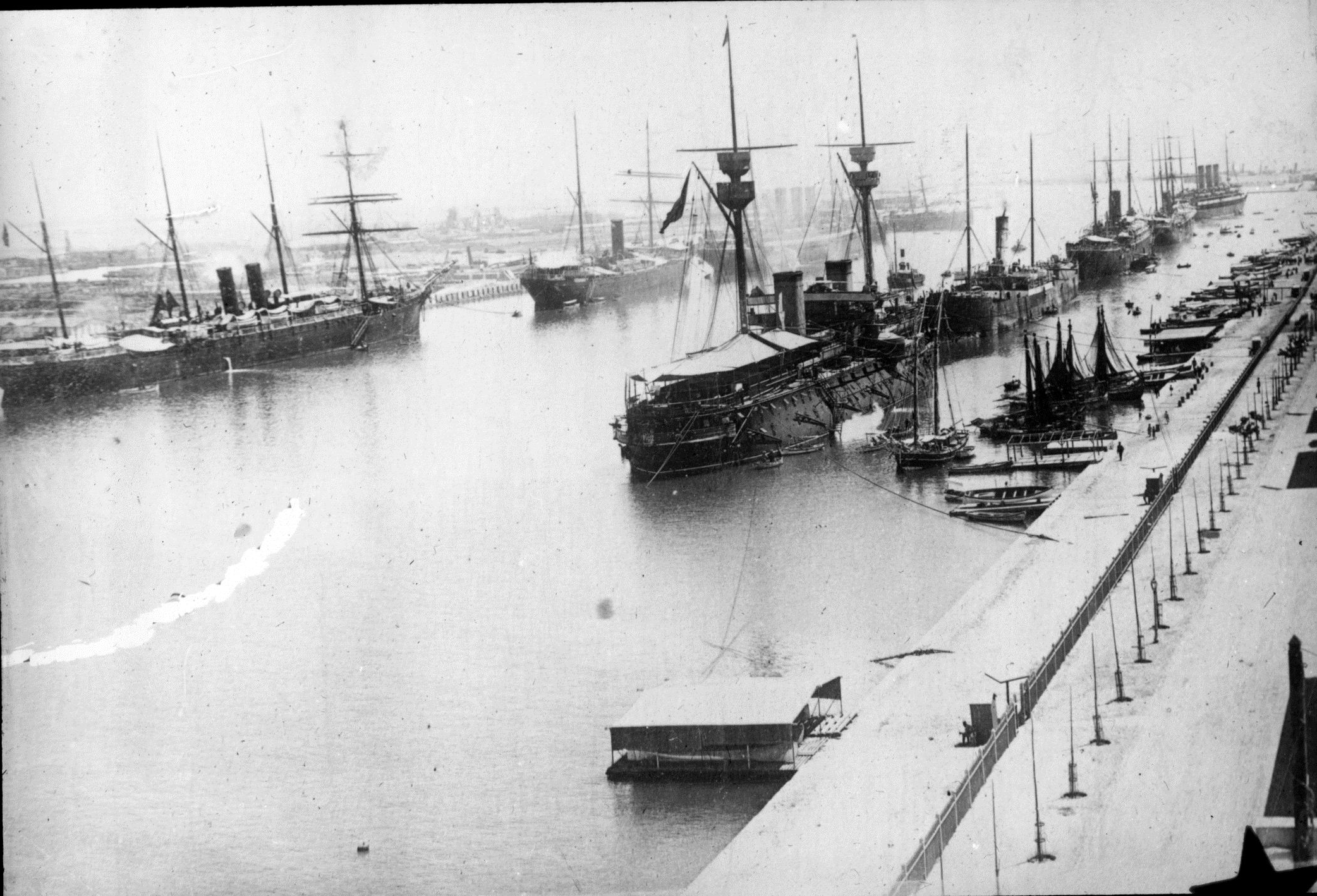
Flota española del Almirante Cámara anclada en el canal de Suez en 1898, formada entre otros por el acorazado Pelayo y el crucero Carlos V y que finalmente no intervino en la guerra.

Comenzó una reconstrucción en La Seyne en 1897, y estaba allí cuando estalló la guerra hispano-estadounidense en abril de 1898. Le volvieron a poner en servicio rápidamente con sus viejos cañones de 16 y 12 centímetros (6,3 y 4,7 pulgadas) retirados, pero sus nuevos cañones de 14 centímetros (5,5 pulgadas) aún no estaban montados y entraron en servicio con el Escuadrón de Reserva el 14 de mayo de 1898.
Durante la guerra, se planeó un contragolpe que aliviara la situación del Almirante Cervera y de paso realizar algún bombardeo sobre la costa americana. Se desató cierta psicosis colectiva en la costa Este de los Estados Unidos y el gobierno estadounidense llegó a ordenar a las ciudades de la costa este que apagaran las luces por la noche.
Para llevar a cabo tal contraataque, el elegido fue el almirante Manuel de la Cámara Livermore.
Se trataba de crear dificultades, con los buques que quedaban en España, a los norteamericanos y posibilitar alguna victoria que elevase la moral española. Para ello se iban a crear tres divisiones navales que pudieran desconcertar al enemigo:
- La 1.ª División estaría al mando del propio Cámara, y estaría compuesta por el crucero acorazado Carlos V, los cruceros auxiliares Meteoro, Patriota y Rápido y el aviso Giralda.

- La 2.ª División estaría al mando del capitán de navío José Ferrándiz y Niño, y estaría compuesta por el acorazado Pelayo, el acorazado-guardacostas Vitoria y los destructores Audaz, Osado y Proserpina.

- La 3.ª División estaría mandada por el capitán de navío José de Barrasa y Fernández de Castro, compuesta únicamente de tres cruceros auxiliares, el Buenos Aires, el Antonio López y el Alfonso XII.

Debido a la corta autonomía del acorazado Pelayo y del Vitoria, la 2.ª División haría una maniobra diversiva, navegando unos días en dirección al teatro de operaciones del Mar Caribe, cambiando el rumbo posteriormente para regresar a aguas nacionales y proteger las costas españolas de un posible ataque estadounidense, uniéndosele el crucero protegido Alfonso XIII, una desgraciada copia española del desaparecido Reina Regente.

Perfil del Pelayo con su aspecto en torno a 1910, poco antes de la Primera Guerra Mundial.

La 1.ª División, en la que se integraba el Carlos V, se dirigiría hacia las islas Bermudas, donde recibiría órdenes e informes, para iniciar posteriormente un ataque contra la costa este americana, dirigiéndose hacia el norte, rumbo a Halifax en Canadá, dominio británico, para recibir nuevas instrucciones, y trasladarse después al mar Caribe, cayendo sobre las islas Turcos y Caicos.
La 3.ª División debería dirigirse hacia la zona del Cabo San Roque, en Brasil, y desde allí dedicarse a hostigar el tráfico mercante enemigo.
Esta acción no llegaría a producirse, entre otros motivos por las presiones británicas, que no deseaban la extensión de la guerra a todo el Atlántico.
Con posterioridad, el Pelayo encabezó la escuadra española, liderada por el almirante Manuel de la Cámara, enviada a Filipinas en 1898. Sería retenida en el canal de Suez hasta lo indecible, mientras que el magnate de la prensa William Randolph Hearst dio la orden a un enviado suyo de que adquiriese un buque para hundirlo en el lugar donde pudiera obstaculizar el paso de la escuadra española.
Finalmente, tras muchos contratiempos y la destrucción de la escuadra del almirante Cervera y el temor a un ataque sobre las costas españolas, la escuadra del almirante Cámara retornó a toda prisa a la Península.

### SigloXX

Perfil del Pelayo con su aspecto en torno a 1920, poco después de la Primera Guerra Mundial y durante la guerra del Rif.

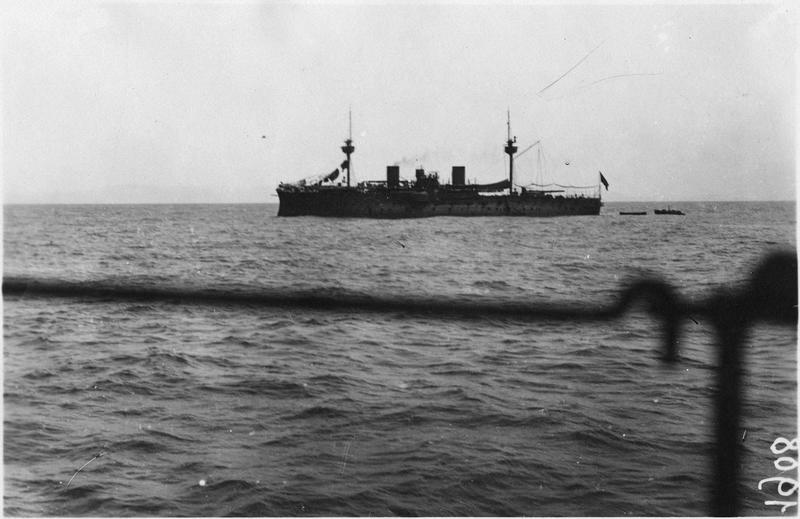
El Pelayo en 1916.

En 1900, por Decreto del 18 de mayo del Ministerio de Marina, se describió técnicamente la situación de los buques de la Armada en ese momento y se dieron de baja 25 unidades por considerarse ineficaces. Respecto al Pelayo:

El Pelayo, con las modificaciones que recientemente ha recibido de protección para su batería, arreglo de calderas, máquina y artillado, es un acorazado de segunda clase de mucho poder ofensivo en su artillería, que se encuentra en buen estado, y con algunas reparaciones más y disminución de sus estructuras de madera, será un buque de combate de fuerza efectiva, y en disposición de prestar muy buenos servicios, en unión de otros de su clase. [...] Art. 3.° Con los créditos consignados en el presupuesto vigente para el sostenimiento del personal de los buques cuyo desarme se expresa en el art. 1.°, se completarán y aumentarán las dotaciones del Pelayo, Carlos V, Numancia, Vitoria y Nautilus, cuanto permitan los alojamientos actuales y los que prudentemente puedan además construirse, tanto para Oficiales como para Maquinistas, Contramaestres Condestables y demás clases subalternas, con objeto de que se dediquen a la Instrucción de sus dotaciones, verificando continuas navegaciones y ejercicios de todas clases.

En mayo de 1901 tras la huelga de trabajadores del tranvía en Barcelona, el Gobierno respondió con la declaración del estado de guerra. Se detuvieron a tantos obreros que las cárceles de la ciudad se hallaban colapsadas y muchos fueron encerrados en la bodega del acorazado.
Tras la guerra, acudió a la revista naval de Tolón (Francia) en 1901 y a Lisboa (Portugal), y de la ría de Vigo en 1904. Durante este periodo, sin embargo, se encontraban dificultades para asignar un papel adecuado al Pelayo, ya que no existía ningún buque similar junto con el que operar, con lo que cuando entraron en servicio los acorazados Clase España, el Pelayo era demasiado lento y antiguo para operar con ellos. 
El Pelayo disparó su armamento en combate únicamente cuanto bombardeó posiciones insurgentes en Marruecos durante la guerra del Rif desde septiembre de 1911.
Fue reformado y actualizado en 1910, momento en el que se le retiraron cuatro de sus tubos lanzatorpedos. En 1912, sufrió daños en la bahía de Fonduko (Mahón) por un error de navegación. Fue reparado, pero desde ese momento ya solo se dedicó a tareas de entrenamiento, actividad que desempeñó hasta 1921.
El Pelayo fue dado de baja el 1 de agosto de 1924, momento en el que comenzó su deasarme y, finalmente, fue subastado y desguazado en Róterdam, hacia donde partió en abril de 1926.